# Rhipidocladum pittieri
Rhipidocladum pittieri là một loài thực vật có hoa trong họ Hòa thảo. Loài này được (Hack.) McClure miêu tả khoa học đầu tiên năm 1973.